# Berehove (huyện)
Huyện Berehove (tiếng Ukraina: Берегівський район, chuyển tự: Berehoves’kyi raion) là một huyện của tỉnh Zakarpattia thuộc Ukraina. Huyện Berehove có diện tích 654 kilômét vuông, dân số theo điều tra dân số ngày 5 tháng 12 năm 2001 là 53841 người với mật độ 82 người/km2. Trung tâm huyện nằm ở Berehove.
Huyện Berehove giáp với Hungary. Tới 76,1% dân số của huyện là người gốc Hungary.